# Tricotecene

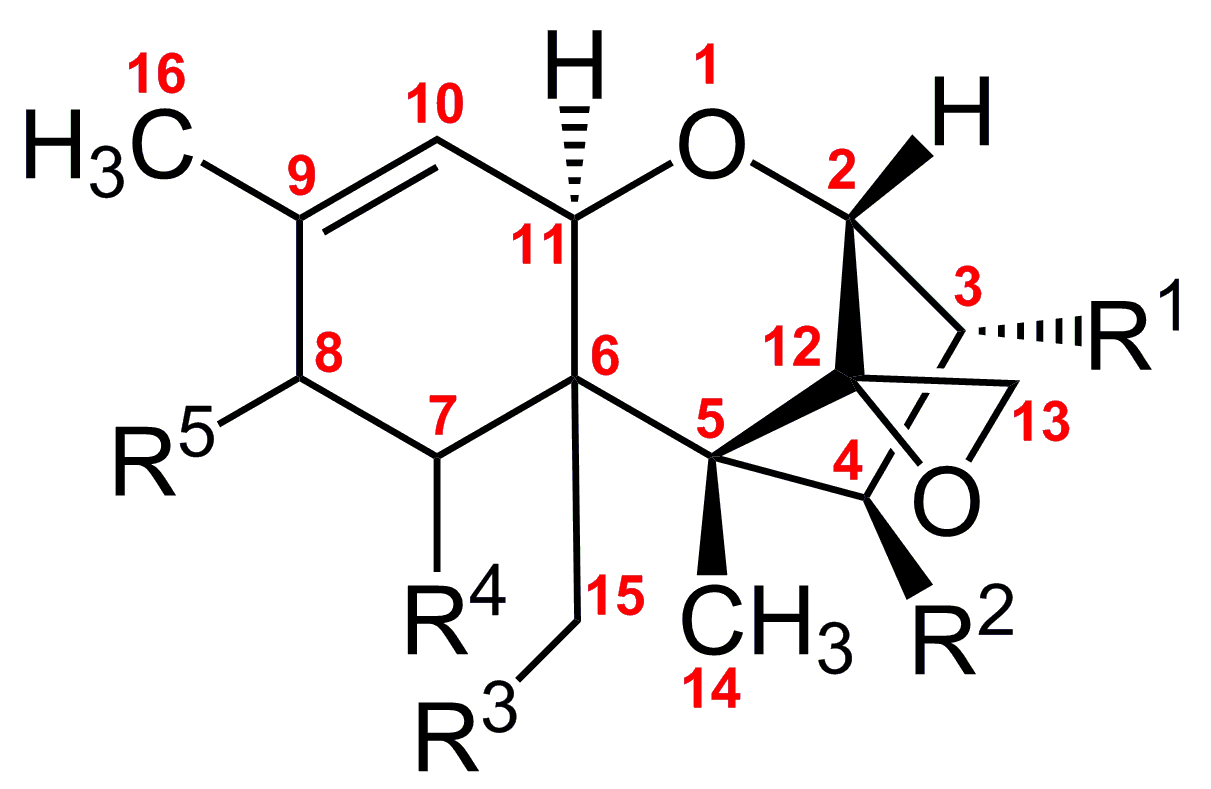
Struttura chimica dei tricoteceni

I tricoteceni sono un gruppo di micotossine sesquiterpeniche, prodotte da diversi generi di funghi, tra i quali Fusarium, Cephalosporium, Myrothecium, Trichoderma, Trichothecium, Verticimonosporium e Stachybotrys.
I tricoteceni sono sesquiterpeni con un peso molecolare compreso tra 250 e 550 dalton; Prendono il nome dal loro scheletro tetraciclico, 12,13-epossitricotec-9-ene.Possono avere gruppi idrossilici o acetilici in determinate posizioni nel nucleo della molecola e catene laterali di varia struttura. Si dividono in quattro gruppi, A, B, C e D in base alla loro struttura e alle specie produttrici.
A questo gruppo appartengono oltre 200 tossine, delle quali 50 sono prodotte dai funghi del genere Fusarium.
Importanti tricoteceni dal punto di vista tossicologico sono il deossinivalenolo (DON), il diacetossiscirpenolo (DAS), il nivalenolo e la tossina T-2 (T-2), molto affini dal punto di vista chimico, in quanto presentano tutte un nucleo sesquiterpenico, con un anello 12,13-epossi-tricotec-9-ene tetraciclico. I tricoteceni del gruppo A e B sono prodotti da specie del genere Fusarium, ad esempio F. graminearum, F. sporotrichioides, F. poae e F. equiseti e sono contaminanti naturali dei cereali. I tricoteceni del gruppo D sono generalmente prodotti da stampi all'interno di edifici, ad esempio Stachybotrys chartarum. Il tipo C è il meno comune. Sono tutti potenti inibitori della sintesi proteica e possono essere usati come armi biologiche.

## Classi di tricoteceni
I tricoteceni sono sesquiterpeni chimicamente caratterizzati da un ordine di legame tra i carboni 9 e 10 e un gruppo epossido tra i carboni 12 e 13, che conferisce alla molecola una grande stabilità contro i nucleofilo. Mantengono la loro attività in condizioni ambientali molto diverse, comprese temperature fino a 120 °C. Presentano differenze nel loro gruppo funzionale, che consente di dividerli in quattro classi:
- Classe A: Questa classe è caratterizzata da un gruppo funzionale non acetonico al carbonio 8. Questa classe è la più numerosa e i suoi membri includono le tossine T-2 e HT-2 e il diacetoxyscirpenol (DAS). Queste tossine sono spesso prodotte da funghi delle specie F. tricinactun, F. sporotrichioides, F. poe e F. equiseti, presenti nei cereali, gramineae e suoli delle zone temperate e temperato-fredde.[1][3]

- Classe B: Caratterizzata da un gruppo carbonile al carbonio 8, questa classe comprende i tricoteceni 4-desossivalenolo (DON) e nivalenolo, entrambi prodotti da F. graminearum e F. culmorum, i primi di distribuzione mondiale e i secondi più frequenti nelle zone temperato. Come i funghi produttori di tossine di classe A, si trovano principalmente su cereali ed erbe.[1][3]

- Classe C: questa classe ha un secondo gruppo epossidico con atomi di carbonio 7 e 8 o 9 e 10. Sono prodotti da poche specie.[3]

- Classe D: contengono un anello macrociclico tra i carboni 4 e 15 con Gli esteri. Tra questi, dovrebbe essere evidenziata la satratossina, prodotta dal genere Stachybotrys. Il mirotecio produce anche tricoteceni appartenenti a questa classe.[3]

## Biosintesi
La biosintesi dei tricoteceni è condizionata da circostanze sia genetiche che ambientali. Diversi geni sono stati studiati nelle specie produttrici coinvolte nella biosintesi di questi composti. Il glucosio è risultato necessario e la presenza dell'amminoacido leucina stimola la produzione di tricoteceni.
Tra le condizioni ambientali è stata studiata l'influenza dell'attività dell'acqua (aw), il cui valore ottimale è superiore a 0,92; la produzione diminuisce rapidamente per valori di aw inferiori a 0,75. Per quanto riguarda la temperatura, i tricoteceni compaiono tra 1,5 e 28 °C; improvvisi cali di temperatura stimolano la produzione.

## Tossicità
Questo gruppo di micotossine strutturalmente affini ha un forte impatto sulla salute degli animali e dell'uomo. I tricoteceni sono potenti inibitori della sintesi proteica. L'azione inibitrice si esplica attraverso una interazione con componenti dei ribosomi. La sintesi proteica è una funzione essenziale in tutti i tessuti, pertanto i tessuti in cui le cellule sono attivamente in divisione e in rapida crescita sono molto sensibili a queste tossine.
I tessuti in cui le cellule sono in fase di divisione o di crescita o con attività metabolica significativa sono particolarmente sensibili a questa tossina. Questi includono l'epitelio dell'apparato digerente, il midollo osseo, i linfonodi, la milza e il fegato. Gli animali appena nati sono più sensibili degli adulti.
La dose letale mediana o LD50 varia notevolmente tra i diversi tricoteceni; nei topi è 0,5 mg / kg per la verrucarina, 5,2 mg / kg per la tossina T-2, 9,0 mg / kg per diacetilnivalenolo, 23,0 mg / kg per DAS e 70, 0mg / kg per DON. La crotocina, con una LD50 di 810,0 mg / kg, è uno dei tricotoceni meno tossici. La via di somministrazione influenza anche la tossicità; per esempio, il dL50 della tossina T-2 è 50 volte superiore se somministrato per ingestione rispetto a quando viene inalato.

## Effetti sulla salute
Gli effetti immediati di queste tossine includono irritazione della pelle, degli occhi e della gola e vomito. Gli effetti a lungo termine includono leucopenia tossica alimentare, caratterizzata da macchie cutanee, angina necrotica, leucopenia, sanguinamento interno e deplezione del midollo osseo; sono comuni anche i disturbi gastrointestinali. La massima concentrazione nei tessuti viene raggiunta dopo tre ore e la tossina viene completamente eliminata dall'organismo in circa 72 ore. I tricoteceni si trovano in tutto il mondo, sebbene la distribuzione delle diverse tossine varia. Storicamente, le più grandi epidemie di avvelenamento si sono verificate in aree con una grande produzione di cereali. Si stima che circa 100.000 persone siano morte in Unione Sovietica per aleukia tossica, una malattia causata dal consumo di cereali infestati da Fusarium. Una malattia equina di eziologia simile, akakabibyo, è stata associata a cereali contaminati da tricoteceni in Giappone Alcuni focolai di disturbi gastrointestinali in Cina sono anche attribuiti a cereali e loro derivati contaminati da DON, tossina T-2 e NIV. È stato anche descritto avvelenamento da tricoteceni per inalazione o contatto in edifici contaminati da funghi del genere Stachybotrys.

## Usa come arma biologica
I tricoteceni possono essere facilmente sintetizzati in grandi quantità e dispersi come gocce, aerosol o polveri, quindi possono essere utilizzati come arma biologica. Si differenziano da altre sostanze con potenzialità come armi biologiche in quanto possono essere assorbite attraverso la pelle. A differenza di altre micotossine come l'aflatossina, i tricoteceni non richiedono attivazione metabolica e provocano rapidamente effetti dopo contatto diretto, inalazione o ingestione. Si sospetta che la tossina T-2 sia stata utilizzata a questo scopo in Cambogia, Laos e Afghanistan tra il 1974 e il 1981, provocando migliaia di morti. Altre fonti, tuttavia, contestano queste accuse.
L'avvelenamento può essere prevenuto indossando speciali indumenti protettivi e maschere. In caso di esposizione, si consiglia di togliere gli indumenti del paziente, lavare la pelle con abbondante sapone e sciacquarla con abbondante acqua. La tossina può essere inattivata immergendo indumenti o oggetti contaminati in una soluzione di idrossido di sodio al 5% per circa 4-6 ore. Il carbone attivo sequestra le micotossine e può essere somministrato per via orale in caso di ingestione o inalazione.

## Regolamento
In alcuni paesi, principalmente nell'Unione Europea, i livelli massimi di queste micotossine sono raccomandati negli alimenti per il consumo umano e nel bestiame.
In Sud America, la Commissione del Codex Alimentarius ha preparato un documento (CAC / RCP 51-2003) per ridurre la contaminazione da micotossine dei cereali. Questo documento serve come guida per sviluppare meccanismi di prevenzione specifici per ogni paese.